# 沖有人
沖有人（おき ゆうじん、1965年1月9日 - ）は、東京都出身の日本の実業家。スタイルアクト株式会社の創業者で代表取締役社長でもある。
国土交通省「住宅エネルギー性能表示検討委員会」の委員などを歴任。

## 来歴・人物
東京都出身。父は報道写真家の沖守弘。
父の沖守弘は、大手クライアントを多数持つ商業カメラマンとして活動していたが、40歳の時、夢を追って報道写真家に転向。この頃、小学校の作文で「サラリーマンになりたい」と生活の貧しさを嘆いている。
父方の親族に避妊リングや日本尊厳死協会を創設した太田典礼がいる。自分が興味を持てることを掘り下げていく生き方を、父の姿から学ぶ。
母明子は、昭和5年荷札の製造を目的に創業した小林泰の娘。創業経営者になることに憧れを持ったのは祖父の影響が大きい。
東京都立西高等学校卒業。1984年慶應義塾大学経済学部に入学。高校時代は何をやっても一番になれないという劣等感も持っていたが、19歳のとき高校のサッカー部の監督を引き受け転機が訪れる。
1988年慶應義塾大学経済学部卒業。有限責任監査法人トーマツ系列のデロイトトーマツコンサルティング株式会社に入社。
1995年生駒データサービスシステム株式会社（現シービーアールイー株式会社）に入社。
1998年11月 アトラクターズ・ラボ株式会社（現在のスタイルアクト株式会社）を設立し代表取締役社長。社名の由来の、『アトラクター』とは自分の興味あることで、それしか研究しないという意味。起業当初は「不動産でコンサルティングに費用を払う人はいない」という理由から「食べていけない」と周囲からの反対もあった。
2004年“不動産データ”“統計”“ＩＴ”を組み合わせて情報を提供するサイト『住まいサーフィン』を立ち上げる。
2011年「ブルーアイランド戦略」を日経ビジネスオンラインに寄稿。
2014年6月本社を東京都中央区銀座に移転「スタイルアクト株式会社」に社名変更。「あなたのスタイルで行動する人を支援する」という意味が込められている。
2015年土地売買のプラットフォーム『スタイルランド』のサービスを開始する。
2017年学区年収とマンションの資産性の相関データを発表。

## 著書
- 『マンションは10年で買い替えなさい』（朝日新書 2012/12/13）
- 『このチャンスを逃すと10年待ち！マンションを今すぐ買いなさい』（ダイヤモンド社 2013/12/13）
- 『タワーマンション節税！相続対策は東京の不動産でやりなさい』（朝日新書 2014/01/10）[5][6][7]
- 『マンション購入で実現する究極の相続税対策』（幻冬舎 2014/10/11）
- 『歳をとっても困らない マイホームを頼れる資産にする新常識』（講談社 2014/10/21）
- 『相続税ゼロ！揉め事ゼロ！家族で取り組む相続対策』（幻冬舎 2014/12/16）
- 『2018年までのマンション戦略バイブル』（朝日新聞出版 2015/01/20）
- 『誰も教えてくれなかった50歳からの「ご自宅戦略」ABC』（セブン＆アイ出版 2015/07/22）
- 『空き家は2018年までに手放しなさい』（SB新書 2016/01/07）
- 『経営者の手取り収入を3倍にする不動産戦略』（日経BP社 2016/01/16）
- 『逆転の不動産戦略』電子書籍（ダイヤモンド社 2016/06/13）
- 『マンションは学区で選びなさい』（小学館新書 2017/09/28）
- 『2020年以後も勝ち続けるマンション戦略バイブル』（朝日新聞出版 2018/03/13）
- 『独身こそ自宅マンションを買いなさい』（朝日新聞出版 2018/09/20）